# 中国政党史
中國自古就有會党组织的存在，但皇帝相當反感結黨營私，並加以取締。直至清末，中國方有模仿西方的政黨組織。1894年中国近代第一個革命政黨團體是孫中山領導的兴中会。

## 大清
1890年代戊戌变法期间，曾出现强学会、保国会等政治团体。
1910年，康有为将帝国宪政会改组为帝国统一党，并以政党名义在清政府登记注册，成为中国第一个合法政党。1911年10月30日（农历九月初九），在辛亥革命的压力下，清廷下诏开放党禁，允许反对派依法组织政党。

## 中华民国
1912年1月同盟会由秘密组织转为公开化，孙中山为总理，黄兴、黎元洪为协理，宋教仁、胡汉民、马君武、刘揆一、平刚、张继、李肇甫、汪兆铭、居正、田桐为干事。实际责任由宋教仁负责。
同年1月3日，章炳麟脱离同盟会，组织中华民国联合会，后与张謇的预备立宪公会联合，组成统一党，由章炳麟、程德全、张謇、熊希龄为理事，汤寿潜、唐绍仪、汤化龙等为参事。孙武因不满黄兴，以拥黎为号召，约湖北派人士组织民社，发起人有黎元洪、蓝天蔚、谭延闿、王正廷、王鸿猷、孙武、张振武、吴敬恒、刘成禺、宁调元、张伯烈、汪彭年等。辛亥革命后，在议会活动的政党多达30多个。
1912年孙中山对國民黨重新改组，1914年又改組为中華革命黨，1919年在俄国革命影响下，参照布尔什维克的建党原则再次改組为中國國民黨。與國民黨同一時期成立、政治勢力相當的進步黨之前身則為清末之君主立憲派。
与此同时，马克思主义也开始传播到中国工人运动中。1921年中国共产党成立。1927年国共分裂，此后中国共产党在國共內戰中夺得了政权，成为中华人民共和国的执政党。同时，由于在国共内战时与一些其他政党的合作关系，在中华人民共和国成立后形成了中国共产党领导的多党合作和政治协商制度。
中华民國行憲後，中華民國國軍已於1947年實現軍隊國家化，從中國國民黨手中轉交行政院國防部指揮，不受任何黨派控制；現時中國大陸的軍隊中國人民解放軍完全由中國共產黨控制，負責執行中共的政治任務。
動員戡亂時期，中華民國一直實施黨禁，但1989年後已經允許公民組成政黨。

## 中华人民共和国
中华人民共和国实行“中国共产党领导的多党合作和政治协商制度”，有中国共产党和八个民主党派，但只有中国共产党有执政权。

## 當代政黨
- 中华民国政党
- 中华人民共和国政党
- 香港政黨
- 澳門政黨